# Blickdeviation
Eine Blickdeviation (auch Blickrichtungsabweichung, Bulbusdeviation) ist ein unwillkürliches, horizontales oder vertikales Abweichen meist beider Augen von der normalen Sehachse. Sie kann dauerhaft oder vorübergehend auftreten. Die Blickdeviation ist ein typisches Symptom von Erkrankungen des Zentralen Nervensystems oder von neurologisch bedingten Störungen der Okulomotorik
.

## Einteilung
- nach Ausrichtung
  - horizontal
  - vertikal

- nach Läsionsherd (Déviation conjuguée)
  - ipsiversiv (Abweichung zum Herd gerichtet (Herdblick), bei Großhirnläsionen)
  - kontraversiv (Abweichung zur Gegenseite der Läsion gerichtet, bei Hirnstammläsionen)

## Ursachen
- Störungen des zentralen Nervensystems, wie zum Beispiel Schlaganfall oder Krampfanfall
- Neurologische Störungen der Okulomotorik, Schielen